# Planeta destruït

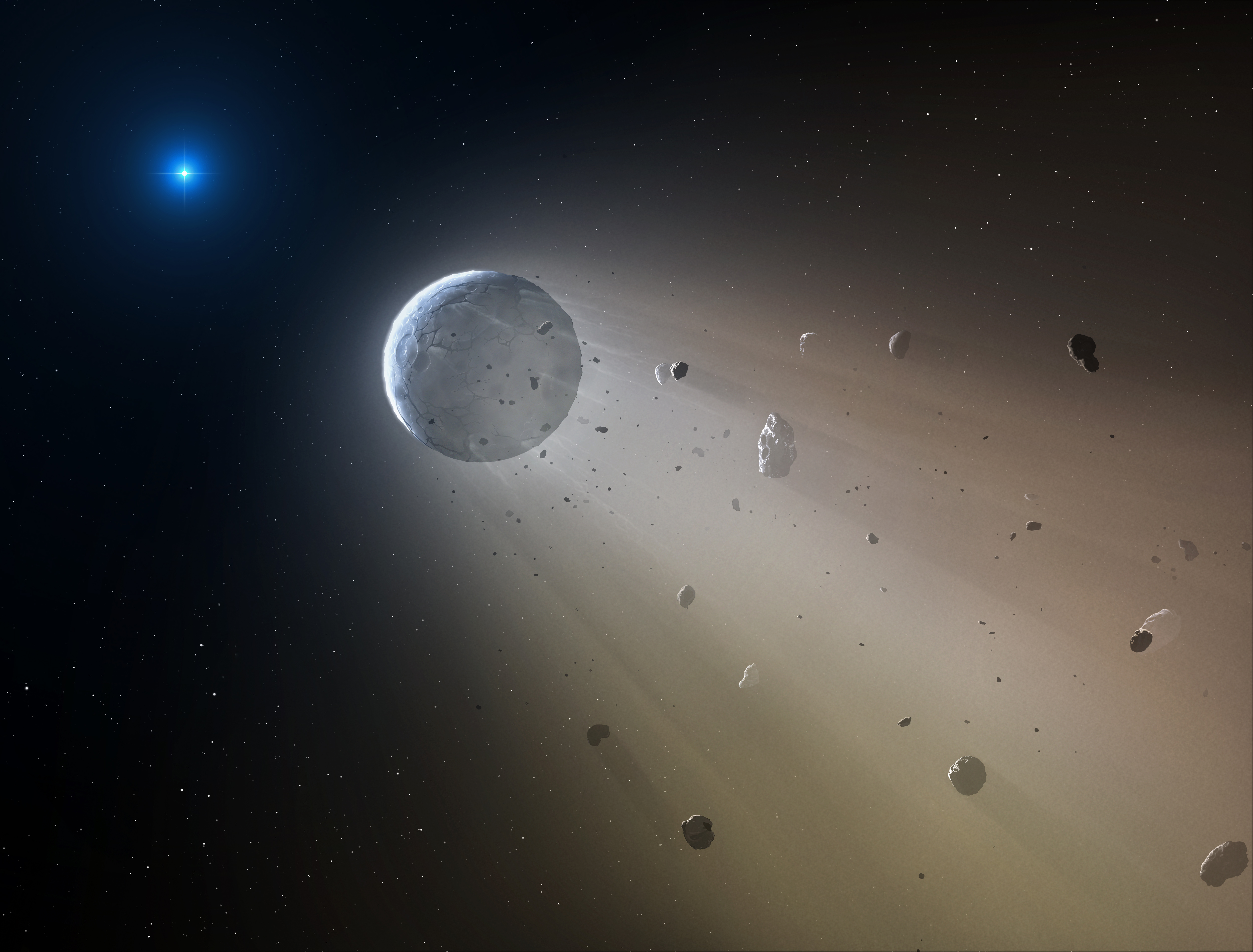
Concepte artístic d'un objecte planetari rocós vaporitzat per la seva estrella mare

En astronomia, un planeta destruït és un planeta o exoplaneta o, potser a una escala una mica més petita, un objecte de massa planetària, planetesimal, satèl·lit natural, satèl·lit extrasolar o asteroide que ha estat alterat o destruït per un objecte proper o que passa, com ara una estrella. La necroplanetologia és l'estudi relacionat d'aquest procés. No obstant això, el resultat d'aquesta alteració pot ser la producció de quantitats excessives de gas relacionat, pols i restes, que eventualment poden envoltar l'estrella mare en forma de disc circumestel·lar o disc de fragments. Com a conseqüència, el camp de deixalles en òrbita pot ser un "anell de pols irregular", que provoca fluctuacions erràtiques de la llum en la lluminositat aparent de l'estrella mare, com podria haver estat responsable de les corbes de llum estranyament parpellejant associades a la llum de les estrelles observades a partir de determinades estrelles variables, com ara l`Estrella de Tabby (KIC 8462852), RZ Piscium i WD 1145+017. Quantitats excessives de radiació infraroges poden detectar a partir d'aquestes estrelles, proves suggerents en si mateixes que la pols i les deixalles poden estar orbitant les estrelles.

## Exemples

### Planetes
Alguns exemples de planetes, o les seves restes relacionades, considerats com un planeta destruït, o part d'aquest planeta, inclouen: 'Oumuamua i WD 1145+017 b, així com asteroides, Júpiters calents i els que són planetes hipotètics, com el cinquè planeta, el Faetó, el planeta V i Teia.

### Estrelles
Alguns exemples d'estrelles mare que es considera que han destruït un planeta inclouen: EPIC 204278916, estrella de Tabby (KIC 8462852), PDS 110, RZ Piscium, WD 1145+017 i 47 Ursae Majoris.

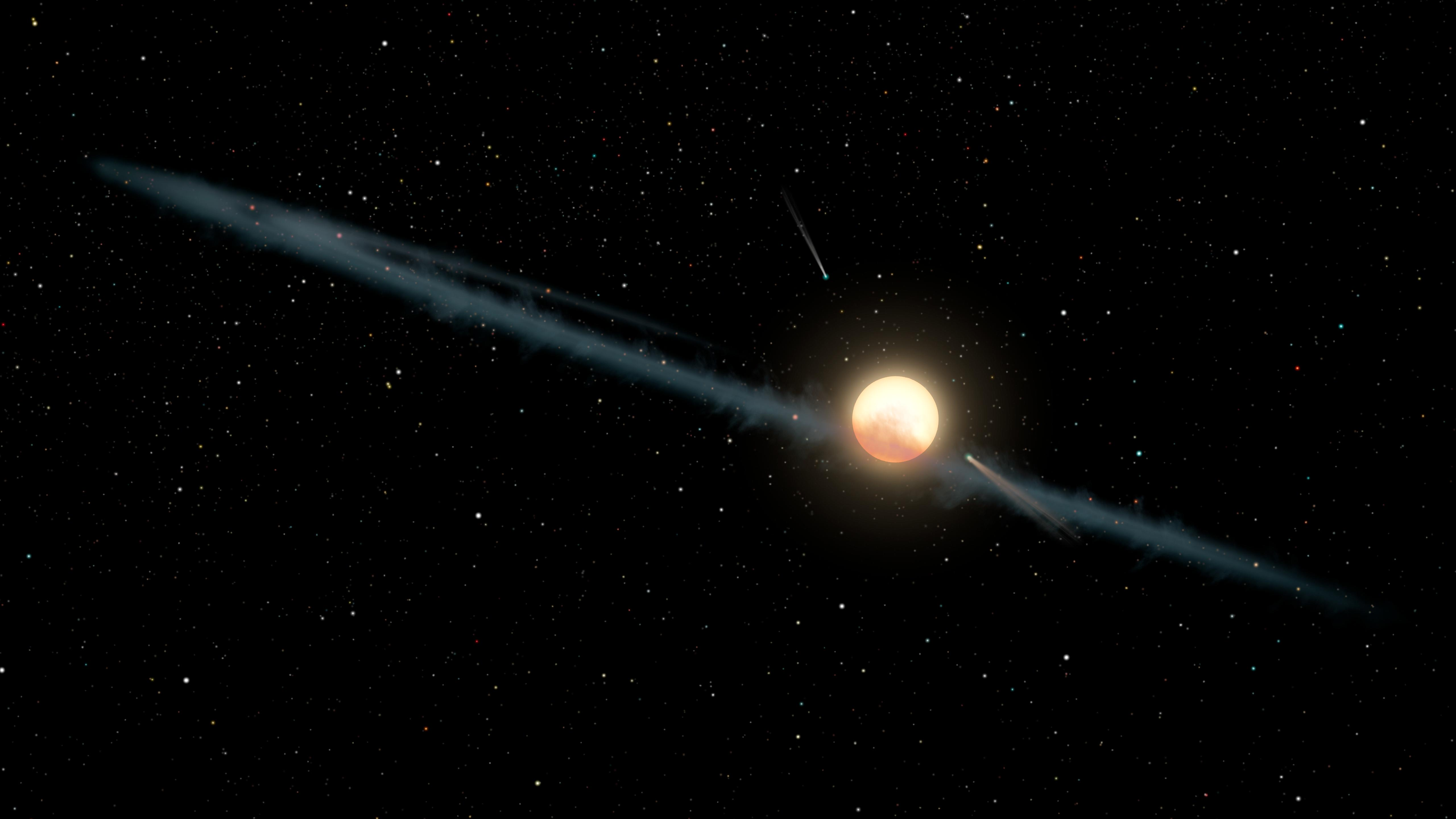
Concepte artístic d'un "anell desigual de pols" al voltant de l'estrella de Tabby

## Corba de llum de l'estrella de Tabby
L'estrella de Tabby (KIC 8462852) és una estrella de seqüència principal de tipus F que presenta fluctuacions de llum inusuals, inclosa una disminució de la brillantor de fins a un 22%. S'han proposat diverses hipòtesis per explicar aquests canvis irregulars, però cap fins ara no explica completament tots els aspectes de la corba. Una explicació és que un "anell desigual de pols" orbita l'estrella de Tabby. No obstant això, el setembre de 2019, els astrònoms van informar que els enfosquiments observats de l'estrella de Tabby podrien haver estat produïts per fragments derivats de la interrupció d'un exosatèl·lit orfe.

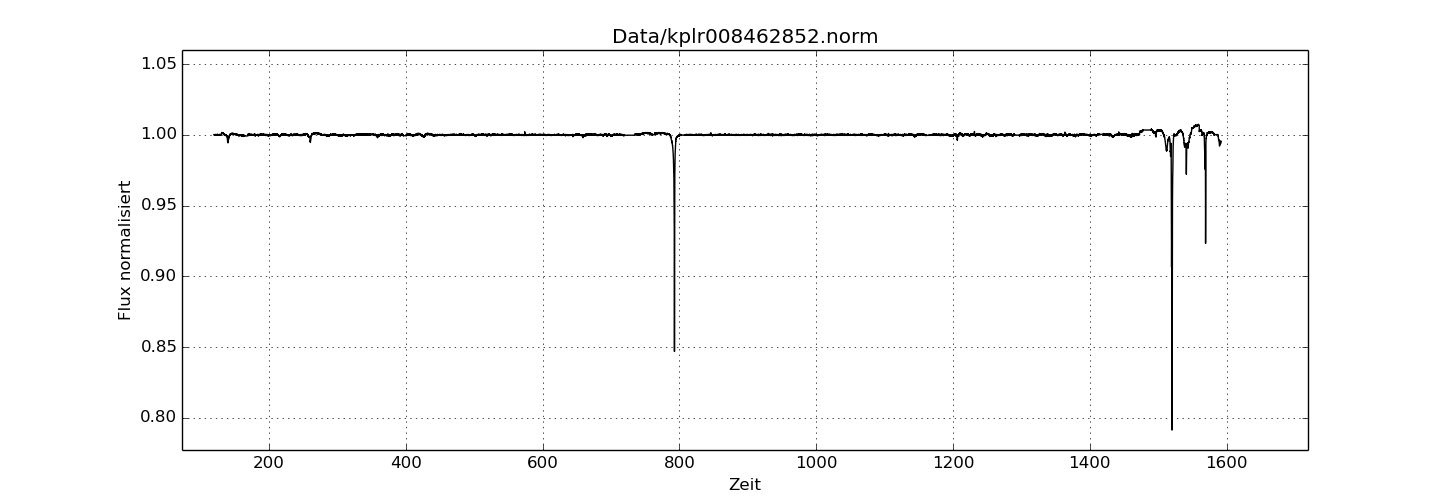
Totes les dades de la corba de llum − Des de desembre de 2009 fins a maig de 2013, dies d'escanejos del 0066 al 1587 (Kepler)
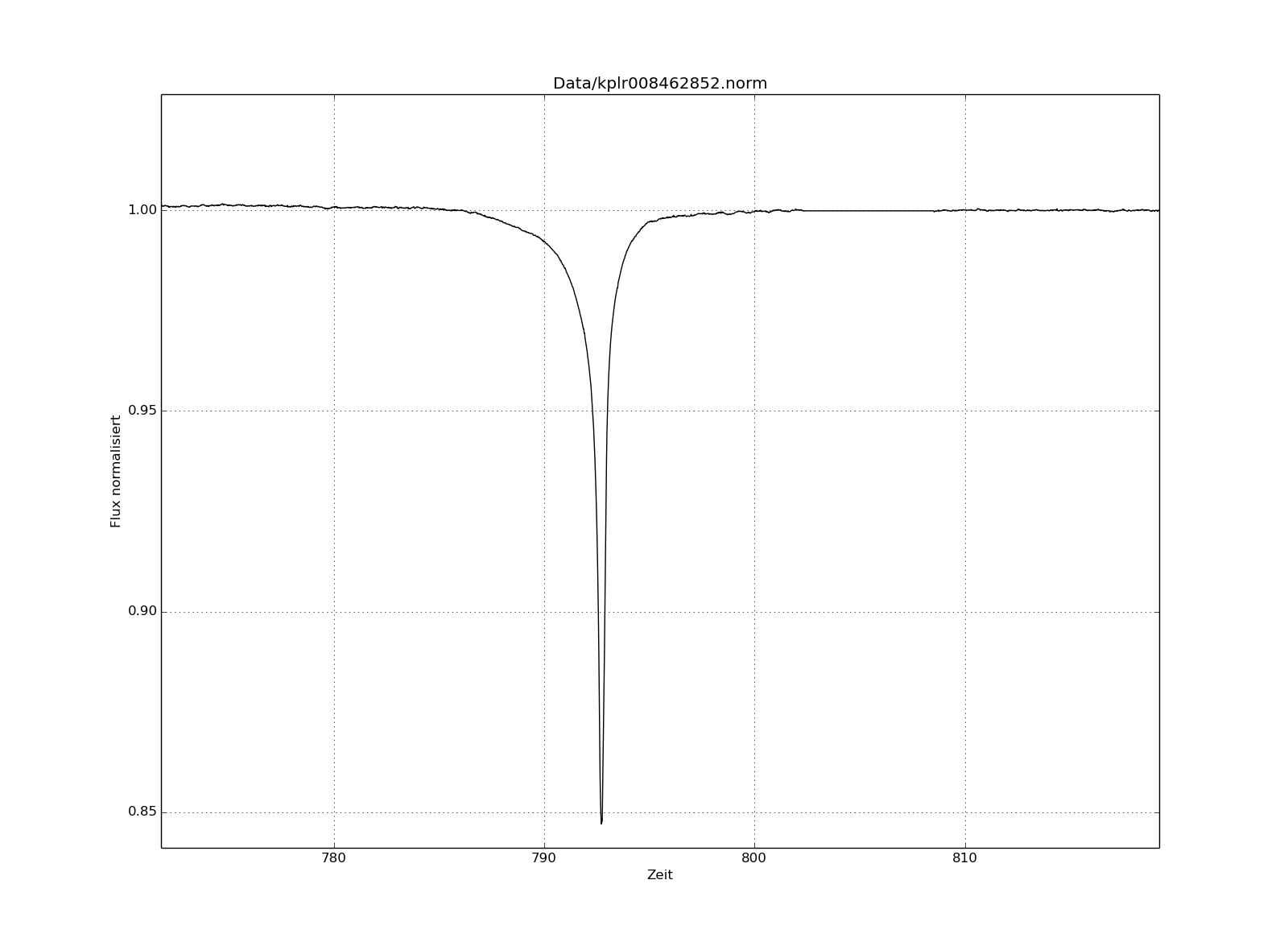
5 de març de 2011 - dia 792 Caiguda màxima del 15% ("Kepler")
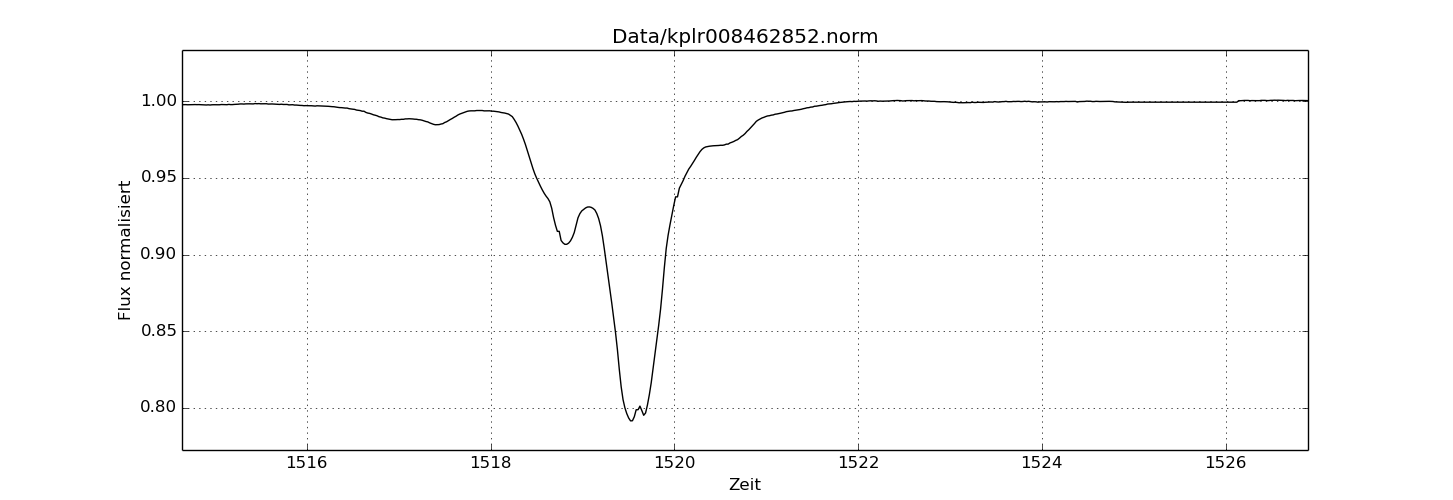
28 de febrer de 2013 - dia 1519 Caiguda màxima del 22% ("Kepler")
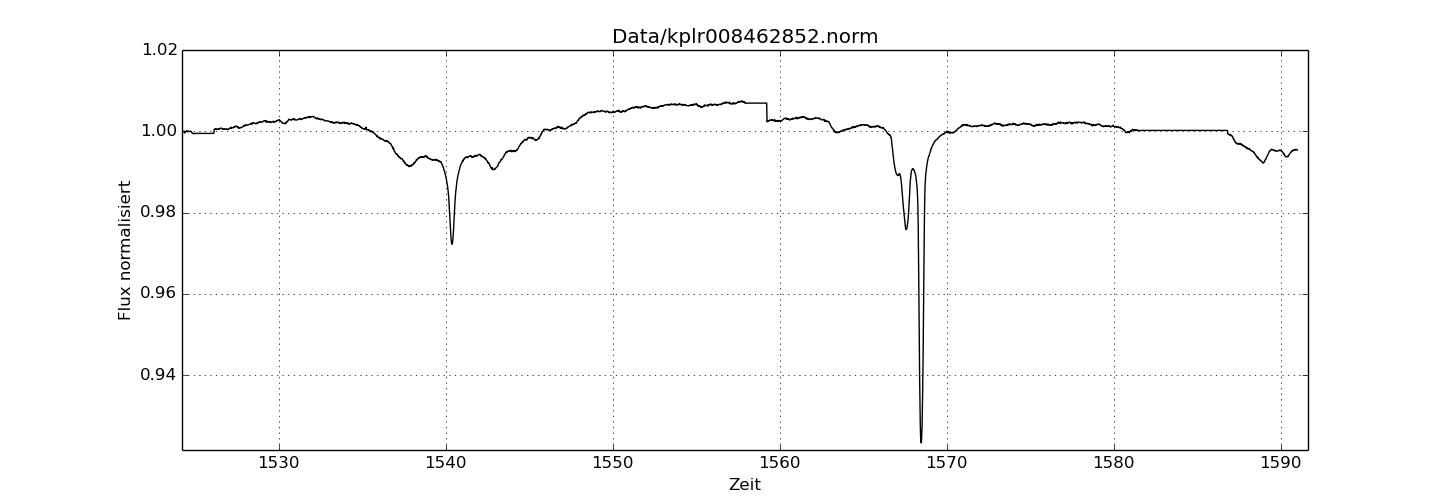
17 d'abril de 2013 - dia 1568 Caiguda màxima del 8% ("Kepler")
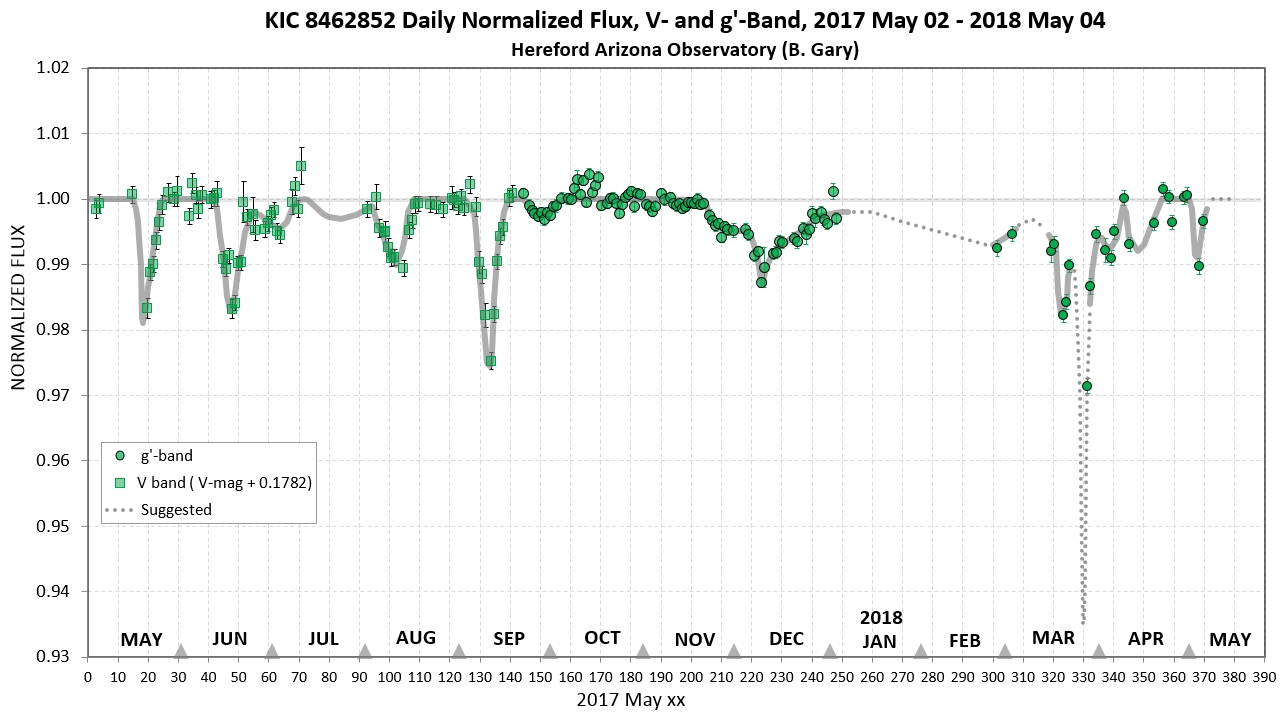
Corba de llum d'un any − fins al 4 de maig de 2018 (HAO[16][17][18][19])
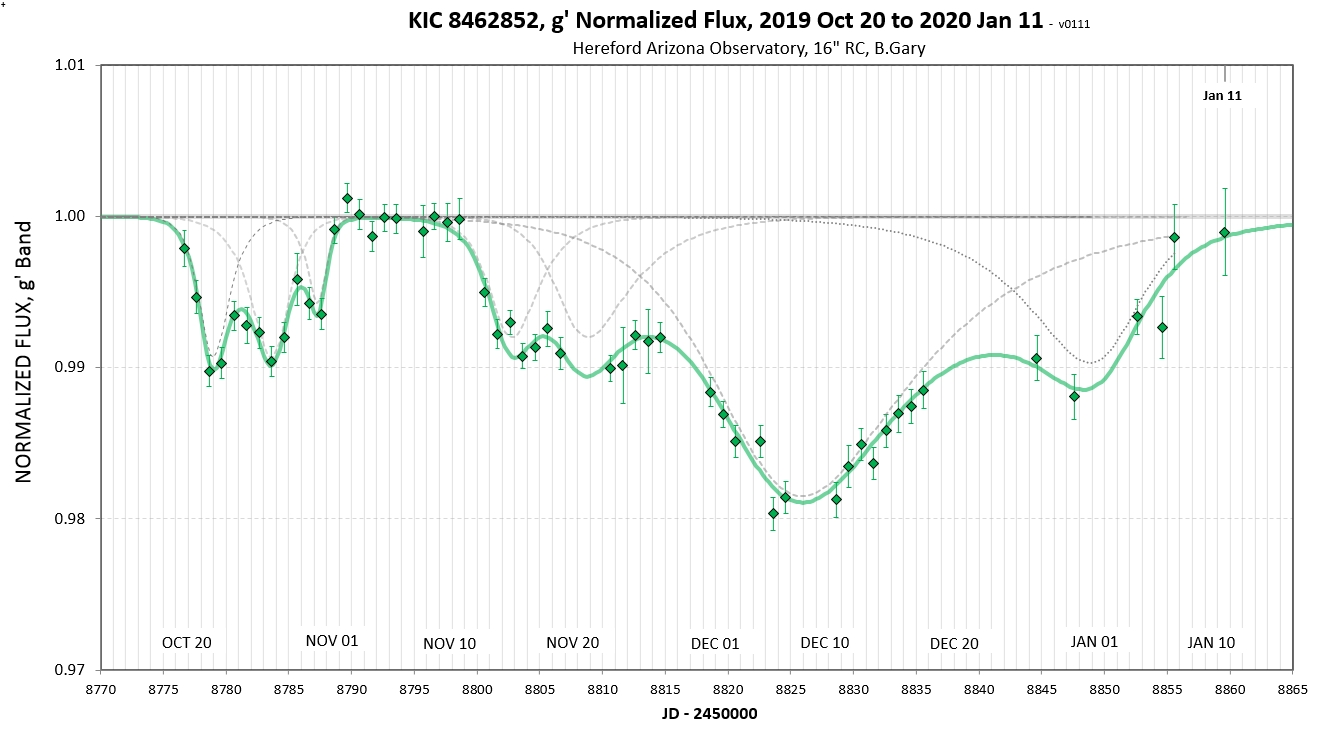
Corba de llum entre el 10 d'octubre de 2019 i l'11 de gener de 2020 (HAO)